# Thalita de Jong
Thalita de Jong, född den 6 november 1993 i Bergen op Zoom, är en nederländsk tävlingscyklist som haft framgångar inom cykelcross och landsvägscykling.
Thalita de Jong började som landsvägscyklist och fick, efter att ha blivit nederländsk juniormästare i individuellt tempolopp (dessutom bronsmedaljör i linjelopp) och därefter kommit fyra vid junior-VM i tempo 2011, ett kontrakt som professionell med det nederländska Rabobank Women Team 2012 – främst för sina egenskaper som tempocyklist (lagtempo ingick för professionella stall från 2012 i världsmästerskapen och därtill ingick lagtempoloppet Open de Suède Vårgårda i UCI Women Road World Cups lagtävling – vilken Rabobank vann 2012–2015). På vintrarna körde hon några crosstävlingar – säsongen 2015/2016 satsade hon på danna disciplin och i januari 2016 vann hon först de nederländska mästerskapen och därefter världsmästerskapen. Efter sommarsäsongen, under vilken hon bland annat vann den avslutande etappen i Giro d'Italia, blev hon sedan även europamästare i cross i november. Den nu tredubble cross-mästaren blev dock bara femma vid de nederländska mästerskapen (januari 2017) och vid ett World Cup-lopp en vecka innan världsmästerskapen kraschade hon svårt, varvid hon fick en muskelbristning i låret och en utgjutning i knäleden. Hon var tillbaka på cykeln efter en och en halv månad, men efter detta fick hon fler skador och kraschen i januari var början på en flerårig nedgångsperiod. 2018 lades hennes stall (hon hade lämnat Rabobank–Liv efter 2016 och körde för Experza-Footlogix) ner och därefter körde hon för småstall. I december 2019 tvingades hon till en ryggoperation och efter denna avslutades hennes karriär som cross-cyklist. Hon kämpade sig dock uppåt på landsväg och sommaren 2022 fick hon på nytt ett kontrakt med sitt tidigare stall (som nu hette Liv Racing Xstra), men detta lades ner efter nästa säsong. 2024 flyttade hon till Continental Tour-laget Lotto Dstny och säsongen därpå vidare till Human Powered Health och kom därmed tillbaka till World Tour.

## Meriter – cykelcross

### Elit
Världsmästerskapen och de nederländska mästerskapen avgjordes i januari–februari. Europamästerskapen hölls på hösten (november). UCI World Cup, Superprestige (damklassen infördes 2015) och Trofee veldrijden består av deltävlingar spridda under säsongen. UCI:s världsranking anger ställningen vid säsongens slut i mars.
| SäsongTävling             | 2012 2013 | 2013 2014 | 2014 2015 | 2015 2016 | 2016 2017 | 2017 2018 | 2018 2019 | 2019 2020 |
| ------------------------- | --------- | --------- | --------- | --------- | --------- | --------- | --------- | --------- |
| Världsmästerskapen        | –         | 8         | –         |           | –         | 33        | –         | –         |
| Europamästerskapen        | –         | –         | –         | 6         |           | –         | –         | –         |
| Nederländska mästerskapen | –         | 4         | –         |           | 5         | 5         | –         | –         |
| UCI World Cup             | –         | 28        | –         | 14        | 29        | –         | –         | –         |
| Superprestige             | X         | X         | X         | 23        | 23        | –         | –         | –         |
| Trofee veldrijden         | 49        | 39        | –         | 10        |           | 37        | –         | 64        |
| UCI:s världsranking       | –         | 33        | –         | 11        | 14        | 74        | –         | 195       |

X = Ej avhållen

## Meriter – landsväg
| 2011 Nederländsk juniormästare i individuellt tempolopp 3:a i linjelopp vid Nederländska juniormästerskapen 4:a i individuellt tempolopp vid Juniorvärldsmästerskapen 8:a totalt i Tour de Bretagne 2012 3:a i Open de Suède Vårgårda (TTT) 4:a i individuellt tempolopp för U23 vid Europamästerskapen 4:a i lagtempo vid Världsmästerskapen 2013 2:a i lagtempo vid Världsmästerskapen 2:a totalt i Tour de Bretagne Vinnare av ungdomstävlingen 2:a i Open de Suède Vårgårda (TTT) 6:a i linjelopp för U23 vid Europamästerskapen 6:a i linjelopp vid Nederländska mästerskapen 7:a i individuellt tempolopp vid Nederländska mästerskapen 9:a i individuellt tempolopp för U23 vid Europamästerskapen 2014 2:a i Open de Suède Vårgårda (TTT) 3:a totalt i Belgien runt Vinnare av poängtävlingen Vinnare av ungdomstävlingen 3:a totalt i Ladies Tour of Norway 4:a i linjelopp för U23 vid Europamästerskapen 4:a i individuellt tempolopp för U23 vid Europamästerskapen 4:a i Dwars door de Westhoek 4:a i Ronde van Gelderland 4:a i Omloop van het Hageland 6:a totalt i Festival Luxembourgeois du cyclisme féminin Elsy Jacobs 6:a i linjelopp vid Nederländska mästerskapen 10:a i individuellt tempolopp vid Nederländska mästerskapen 2015 Vinnare av Erondegemse Pijl Vinnare av ungdomstävlingen i Boels Rental Ladies Tour Vinnare av etapp 6 Vinnare av Crescent Women World Cup Vårgårda (TTT) 3:a i linjelopp för U23 vid Europamästerskapen 3:a i Frauen Grand Prix Gippingen 3:a i lagtempo vid Världsmästerskapen 4:a i individuellt tempolopp för U23 vid Europamästerskapen 10:a i Boels Rental Hills Classic 2016 Vinnare av etapp 9 i Giro d'Italia 2:a totalt i Ladies Tour of Norway Vinnare av ungdomstävlingen 3:a i Erondegemse Pijl 6:a totalt i Giro del Trentino Alto Adige Vinnare av poängtävlingen Vinnare av etapp 2b 6:a i individuellt tempolopp vid Nederländska mästerskapen 7:a i Dwars door de Westhoek | 2017 5:a i Dwars Door Vlaanderen 2021 Vinnare av Grote Prijs Beerens 5:a totalt i Ceratizit Festival Elsy Jacobs Vinnare av bergspristävlingen 2022 Vinnare av Ronde de Mouscron 4:a i Drentse Acht van Westerveld 5:a i Leiedal Koerse 8:a i linjelopp vid Nederländska mästerskapen 2023 Vinnare av Wielerweekendmoerdijk 2024 Vinnare totalt av Tour de l'Ardèche Vinnare av poängtävlingen Vinnare av bergspristävlingen Vinnare av etapperna 1 och 2 2:a totalt i Tour de la Semois Vinnare av bergspristävlingen Vinnare av etapp 2 2:a i Dwars door het Hageland 2:a i GP Oetingen 3:a totalt i Belgien runt 3:a i Durango-Durango Emakumeen Saria 5:a totalt i Bretagne Ladies Tour Vinnare av poängtävlingen Vinnare av bergspristävlingen 5:a i Omloop Het Nieuwsblad 7:a totalt i Itzulia Women 8:a i Gent–Wevelgem 8:a i Le Samyn 8:a totalt i Tour de Normandie Féminin Vinnare av poängtävlingen 9:a totalt i Setmana Ciclista Valenciana 10:a totalt i Tour de France 2025 Vinnare av Trofeo Binissalem-Andratx 3:a i Durango-Durango Emakumeen Saria 4:a i Trofeo Palma Femenina 5:a totalt i Itzulia Women 10:a totalt i Setmana Ciclista Valenciana |